# Bataille de Verdun (1792)
Pour les articles homonymes, voir Bataille de Verdun et Verdun (homonymie).
Guerres de la Révolution française
Batailles
La bataille de Verdun, puis le siège de Verdun ont lieu du 29 août au 2 septembre 1792, entre les forces françaises de la Révolution et une armée prussienne pendant les premiers mois de la guerre de la première coalition. Cette bataille se tient peu après la capitulation de Longwy le 23 août, à l’issue du premier siège des guerres de la Révolution française sur le territoire français.

## Contexte
La ville de Verdun, située dans un méandre de la Meuse, est une forteresse stratégique construite par Vauban sous le règne de Louis XIV pour protéger les frontières du royaume de France.
À la suite de la déclaration de guerre de la France à l'Autriche, le 20 avril 1792, les troupes françaises pénètrent dans les Pays-Bas autrichiens pour aider la révolution brabançonne. Le 28 avril 1792, l'armée du Nord du général Rochambeau, divisée en 3 colonnes, marche sur Mons, Tournai et Furnes.
Le 29 avril, la colonne du général Biron qui approche de Mons s'enfuit après que 2 régiments de dragons se sont débandés à la vue de l'ennemi aux cris de « Trahison ! Sauve qui peut ! ».
Dans le même temps, la colonne du général Théobald Dillon s'enfuit de la même façon près de Tournai.
 La troisième colonne, sans soutien, est obligée de battre en retraite sans avoir repéré l'ennemi.
L'offensive de l'armée du Centre du général La Fayette, qui devait, en  remontant la vallée de la Meuse, prendre Namur puis Liège est immédiatement stoppée à Givet.
Les divers événements en Pologne ne permettent pas aux Autrichiens de profiter de leurs avantages et de pénétrer, seuls, en Flandre française, sauvant, selon toute vraisemblance, les armées françaises d'une déroute totale.
Après le manifeste de Brunswick, le 25 juillet, auquel le peuple de Paris répond par l'assaut sur les Tuileries, le Generalfeldmarschall duc de Brunswick décide d'envahir la France à la tête des troupes autrichiennes et prussiennes.

## La bataille et le siège

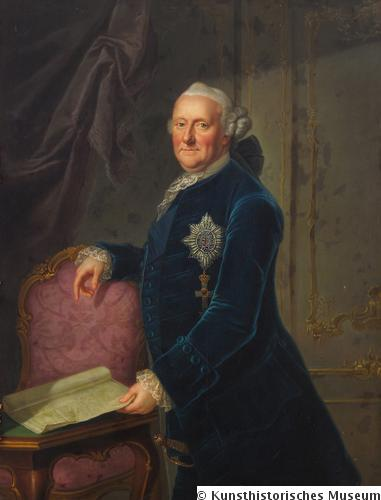
Charles Guillaume Ferdinand, duc de Brunswick, peinture de 1773.

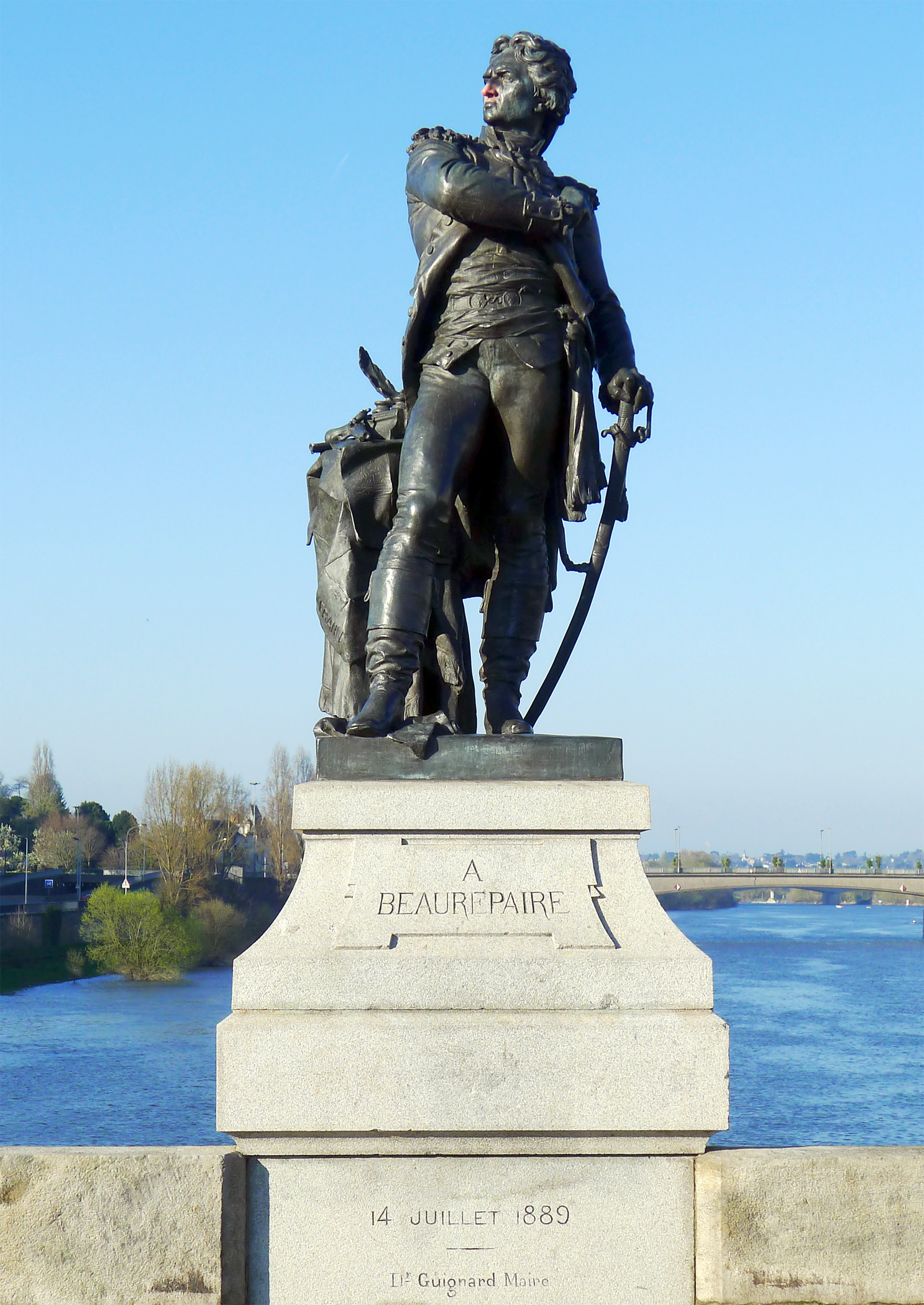
Statue de Nicolas Joseph Beaurepaire, sur le pont de Verdun à Angers.

Le 19 août 1792, les troupes prussiennes, autrichiennes et hessoises fortes de  150 000 hommes, accompagnées de 20 000 émigrés traversent la frontière.
Le 19 août un premier engagement a lieu à Fontoy entre les 22 000 hommes de troupe de Hohenlohe et celles du maréchal français Nicolas Luckner qui résistent courageusement, mais qui sont mis en déroute sous le nombre.
Mais les difficultés commencent ; les armées alliées rencontrent un accueil hostile de la part de la population française, contrairement aux affirmations des Émigrés. D'autre part la fatigue des soldats coalisés est accentuée par une pluie incessante et une dysenterie qui décime les rangs prussiens.

Le 20 août, les coalisés avancent et mettent le siège devant Longwy qui, bombardée, capitule le 23 août 1792. Ce même 20 août, une colonne prussienne arrive en vue de Verdun. Un affrontement entre les troupes prussiennes et de trop faibles troupes françaises a lieu aux alentours de la ville. Les Prussiens victorieux restent au large de la puissante forteresse jusqu'au 29 août où, renforcés par le gros de leurs troupes, ils investissent la ville.
 Sous les ordres du colonel Nicolas Beaurepaire, la forteresse, qui n'était pas prête à subir un siège, s'organise pour résister aussi longtemps que possible aux 60 000 hommes et 40 canons qui l'assiègent et bombardent la ville à partir du 31 août de 11 heures du soir jusqu'au lendemain 8 heures du matin. Beaurepaire ne dispose pour toute garnison que du 92e régiment de ligne et de six bataillons de Gardes nationaux, soit environ 3 000 hommes. L'artillerie de la place ne compte que 40 bouches à feu disponibles sur les 150 prévues. Les fortifications elles-mêmes, laissées à l'abandon depuis Louis XV, présentent de graves faiblesses : manque de parapets sur les remparts ; absence de maçonnerie sur 600 mètres du mur d'enceinte. Le 2 septembre, le Conseil de la ville vote la reddition. Le colonel Beaurepaire est retrouvé mort d'une balle dans la tête, d'un coup de feu ennemi ou suicidé.
Le jour même les Prussiens entrent dans la ville sous les acclamations des royalistes orchestrées par les Émigrés. Les femmes et filles de notables qui offrent des dragées au roi de Prusse seront guillotinées à la reprise de la ville par les forces révolutionnaires de la Convention.[réf. nécessaire]

## Conséquences
Le 4 septembre 1792, Frédéric-Guillaume II de Prusse ordonne à son armée, forte de 80 000 hommes d'avancer sur Paris à travers la Champagne.
La vague de panique de la fin août se transforme désormais en colère. Ceux qui ont été désignés comme comploteurs, ou soupçonnés de trahison, sont massacrés dans les prisons de Paris.
Le 20 septembre, a lieu la bataille de Valmy. À la suite de cette défaite, les Prussiens évacuent Verdun le 14 octobre 1792.